# ナセル・アル＝ドーサリー
ナセル・アル＝ドーサリー（アラビア語: ناصر عيسى الدوسري、Nasser Al-Dawsari, 1998年12月19日 - ）は、サウジアラビア出身のサッカー選手。サウジ・プロフェッショナルリーグ・アル・ヒラル所属。サウジアラビア代表。ポジションはミッドフィールダー。

## 来歴
2021年11月23日、AFCチャンピオンズリーグ2021 決勝の浦項スティーラース戦で試合開始わずか16秒という史上最速のゴールを決め、アル・ヒラルにとって4度目の優勝に貢献した。

## 代表歴

### 出場大会
- サウジアラビア代表
  - 2022 FIFAワールドカップ

### 試合数
- 国際Aマッチ 16試合 0得点（2021年-）[2]

| サウジアラビア代表 | 国際Aマッチ | 国際Aマッチ |
| 年                 | 出場        | 得点        |
| ------------------ | ----------- | ----------- |
| 2021               | 4           | 0           |
| 2022               | 7           | 0           |
| 2023               | 5           | 0           |
| 2024               |             |             |
| 通算               | 16          | 0           |

## タイトル
アル・ヒラル
- サウジ・プロフェッショナルリーグ：2017-18, 2019-20, 2020-21, 2021-22
- キングスカップ： 2019-20
- サウジ・スーパーカップ： 2018, 2021
- AFCチャンピオンズリーグ： 2019, 2021